# Як я провів літо
«Як я провів літо» — традиційна тема шкільних творів в багатьох (насамперед, пострадянських) країнах. Ця тема особливо виділяється і стоїть поза звичайними видами творів.

## Історія
Вважають, що традиційну в СРСР тему, як і низку інших тем шкільних творів, у 1925 році запропонував С. Т. Шацький, однак, твори на цю тему писали й раніше, наприклад, в офіційному звіті М. Є. Євсєєва за 1901—1902 рік твір «Як я провів минуле літо» зазначено серед чотирьох інших тем творів.

## Особливості
Розповідь про свій літній відпочинок допоможе учням закріплювати образи у формі, доступній розуміння інших людей — тема передбачає невимушеність викладу, максимальне відтворення обстановки, орієнтацію на розмовну мову. У творі на цю тему — більш оповідальному, ніж описовому — учні багато використовують дієслівну лексику (тоді як у творі, наприклад, на тему «Наша класна кімната» ця граматична категорія майже не представлена).
Тема комплексна, наближається до викладу — рухлива, жива, і тому доступна дітям — не визначається конкретним жанром творів — оповідальним («Прогулянка лісом»), описовим («Моя улюблена іграшка») або міркування («Ким я мрію стати»), поєднує в собі твори репродуктивні та творчі групи.
Аби зробити завдання більш творчим та додати гумору можна запропонувати написати твір на звичну тему від імені домашнього улюбленця.
Розповісти про літній відпочинок також можна у формі есе, за допомогою фотоколажу, пантоміми.

### В інших країнах
В дошкільних закладах Канади та США за допомогою теми «Як я провів літо» розвивають усне мовлення дітей.
В інших країнах у школах також пишуть твори на цю тему, однак у 2019 році в США, Канаді та Англії тема стала предметом критики — деякі батьки та фахівці заявили про неприйнятність цієї теми «як особистої, і про труднощі „літнього питання“ для дітей з неблагополучних та небагатих сімей».